# La Cabima
La Cabima es un lugar en el distrito de Panamá en la provincia de Panamá. En 2010 la población era de 21.077 personas.